# Giorgia Gianetiempo
Giorgia Gianetiempo (Mercato San Severino, 24 settembre 1996) è un'attrice italiana.

## Biografia
Nata nel 1996 a Mercato San Severino, in provincia di Salerno, Giorgia Gianetiempo ha un fratello minore, Andrea. Ha iniziato a recitare nel 1999 dopo essere stata scelta per partecipare alla prima stagione della serie Un medico in famiglia. Nello stesso anno ha recitato nel cortometraggio The Last Boys prodotto dal Giffoni Film Festival. Nel 2000 ha fatto il suo esordio al cinema nel film Camici bianchi per la regia di Stefano Amatucci. L'anno successivo, nel 2001, ha recitato nella terza stagione della serie Una donna per amico e nel film Domenica per la regia di Wilma Labate.
Nel 2002 ha recitato nell'episodio Dopo la sentenza della miniserie in onda Tre casi per Laura C per la regia di Gianpaolo Tescari e nella serie Lo zio d'America. L'anno successivo, nel 2003, ha preso parte al cast della serie Il divertinglese, della miniserie Un papà quasi perfetto e della serie Angels in America. Nello stesso anno ha interpretato il ruolo di Extra nel film Uomini & donne, amori & bugie per la regia di Eleonora Giorgi.
Nel 2005 ha recitato nella prima stagione della serie Gente di mare e nella miniserie Padri e figli. Nello stesso anno è entrata a far parte del cast del film Mater Natura per la regia di Massimo Andrei e ha recitato nel cortometraggio Sapone per la regia di G. Magliaro. Nel 2006 è stata scelta per recitare nella prima stagione della serie I Cesaroni. L'anno successivo, nel 2007, è tornata a recitare nella quinta stagione della serie Un medico in famiglia. Nello stesso anno ha recitato nel film Vita, amore e destino per la regia di Carlo Fumo. Nel 2008 ha interpretato il ruolo di Lucia Braibanti nell'episodio I segreti degli altri della sesta stagione della serie Don Matteo.
Nel 2010 ha fatto parte del cast della decima stagione della serie Distretto di Polizia. Dallo stesso anno è stata scelta per interpretare il ruolo di Rossella Graziani, la figlia di Silvia Graziani (interpretata da Luisa Amatucci) e Michele Saviani (interpretato da Alberto Rossi), nella soap opera Un posto al sole. Nel 2011, per quest'ultima soap opera, è stata candidata come Miglior attrice di fiction al gala cinema e fiction, insieme agli attori Ilenia Lazzarin, Michelangelo Tommaso e Luca Seta.
Nel 2012 le è stato conferito il premio internazionale alla carriera L'Olimpiade dell'arte e della scienza e il premio di poesia "Alfonso Gatto", entrambi per Un posto al sole. L'anno successivo, nel 2013, sempre per quest'ultima soap, ha vinto il premio città di Saviano. Dal 2013 al 2015 ha seguito un corso di canto con F. Palma e dal 2015 al 2017 un corso di canto presso un'accademia. Nel 2015 dopo aver conseguito il diploma presso il ginnasio del liceo classico "Torquato Tasso" di Salerno, ha deciso di iscriversi alla facoltà di lettere con indirizzo regia cinematografica presso l'Università degli Studi di Roma "La Sapienza", conseguendo la laurea nel 2021.
Nel 2015 ha ricevuto il premio Napoli Cultural Classic e il premio internazionale città di Pomigliano d'Arco, entrambi per Un posto al sole. L'anno successivo, nel 2016, sempre per quest'ultima soap, ha vinto il premio Il sognatore, insieme agli attori Lorenzo Sarcinelli e Veronica Mazza. Nel 2017 ha ricevuto l'Excellence Award per la migliore fiction televisiva per Un posto al sole, insieme agli attori Lucio Allocca, Lorenzo Sarcinelli, Amato D'Auria, Antonella Prisco, Raffaele Imparato, al regista Bruno Nappi e al grafico Maks Schioppa. Nel 2017 e nel 2018 ha frequentato un corso di "teatro-danza" con G. Cambrieri.
Nel 2019 ha ricevuto il primo premio della giuria giovani dell'Etnabook Festival, dopo aver partecipato al booktrailer di Estelle. Nello stesso anno è stata testimonial per The Beach Wedding Show a Pozzuoli. Nel novembre dello stesso anno, insieme al compagno Luca Turco, ha partecipato come giurata al concorso di bellezza Miss Europe Continental. Nel 2021 è stata testimonial dello spot Garnier ultra dolce. Nel 2023, insieme al compagno Luca Turco, ha partecipato all'evento di moda presentato da Atelier Emé, dal titolo È un Sogno di Primavera.

## Vita privata
Dal 2017 è legata sentimentalmente all'attore Luca Turco, conosciuto sul set della soap Un posto al sole, con cui è andata a convivere nel 2023.

## Filmografia

### Cinema
- Camici bianchi, regia di Stefano Amatucci (2000)
- Domenica, regia di Wilma Labate (2001)
- Uomini & donne, amori & bugie, regia di Eleonora Giorgi (2003)
- Mater Natura, regia di Massimo Andrei (2005)
- Vita, amore e destino, regia di Carlo Fumo (2007)

### Televisione
- Un medico in famiglia – serie TV (Rai 1, 1999)
- Una donna per amico – serie TV (Rai 1, 2001)
- Tre casi per Laura C – miniserie TV, episodio Dopo la sentenza (Rai 2, 2002)
- Lo zio d'America – serie TV (Rai 1, 2002)
- Il divertinglese – serie TV (Rai Scuola, 2003)
- Un papà quasi perfetto – miniserie TV (Rai 1, 2003)
- Angels in America, regia di Mike Nichols – miniserie TV (HBO, 2003)
- Gente di mare – serie TV (Rai 1, 2005)
- Padri e figli – miniserie TV (Canale 5, 2005)
- I Cesaroni – serie TV (Canale 5, 2006)
- Un medico in famiglia – serie TV (Rai 1, 2007)
- Don Matteo, regia di Elisabetta Marchetti – serie TV, episodio I segreti degli altri (Rai 1, 2008)
- Distretto di Polizia – serie TV (Canale 5, 2010)
- Un posto al sole – soap opera (Rai 3, dal 2010)

### Cortometraggi
- The Last Boys, prodotto da Giffoni Film Festival (1999)
- Sapone, regia di G. Magliaro (2005)

## Altre attività

### Spot pubblicitari
- The Beach Wedding Show (2019)[39]
- Garnier ultra dolce (2021)[2]

### Partecipazioni
- Booktrailer di Estelle (2019) - evento del primo premio giuria giovani dell'Etnabook Festival[37][38]
- Miss Europa Continental (2019) - giurata con Luca Turco[40][41][42][43]
- Sogno di Primavera (2021) - evento presentato da Atelier Emé e presente con Luca Turco[44][45]

## Riconoscimenti
- Etnabook Festival
  - 2019: Vincitrice del primo premio della giuria giovani[37][38]
- Gala di cinema e fiction
  - 2011: Candidata come Migliore attrice di fiction per la soap Un posto al sole, insieme a Ilenia Lazzarin, Michelangelo Tommaso e Luca Seta[19]
- Napoli Cultural Classic
  - 2015: Vincitrice per la soap Un posto al sole[29]
- Premio città di Saviano
  - 2013: Vincitrice per la soap Un posto al sole[23]
- Premio di poesia "Alfonso Gatto"
  - 2012: Vincitrice per la soap Un posto al sole[21]
- Premio Excelencia
  - 2017: Vincitrice come Miglior serie televisiva drammatica per la soap Un posto al sole, insieme a Lucio Allocca, Lorenzo Sarcinelli, Amato D'Auria, Antonella Prisco, Raffaele Imparato, Bruno Nappi e Maks Schioppa[35]
- Premio internazionale alla carriera L'Olimpiade dell'arte e della scienza
  - 2012: Vincitrice per la soap Un posto al sole[20]
- Premio internazionale città di Pomigliano d'Arco
  - 2015: Vincitrice per la soap Un posto al sole[30][31]
- Premio Il sognatore
  - 2016: Vincitrice per la soap Un posto al sole, insieme a Lorenzo Sarcinelli e Veronica Mazza[33][34]